# Parafia św. Józefa Oblubieńca Najświętszej Maryi Panny w Baranowie (diecezja łowicka)
Parafia Świętego Józefa Oblubieńca Najświętszej Maryi Panny w Baranowie – parafia należąca do dekanatu Wiskitki diecezji łowickiej. Erygowana w 1912. Duszpasterstwo w niej prowadzą księża diecezjalni.

## Zasięg parafii
Do parafii należą wierni z następujących miejscowości: Baranów, Basin, Budy Zosine, Drybus, Holendry Baranowskie, Kopiska, Stanisławów.